# Eclissi solare del 16 febbraio 2045
L'eclissi solare del 16 febbraio 2045 è un evento astronomico che avrà luogo il suddetto giorno attorno alle ore 23:56 UTC.